# Keenan Allen
Keenan Alexander Allen (* 27. April 1992 in Greensboro, North Carolina) ist ein US-amerikanischer American-Football-Spieler auf der Position des Wide Receivers. Er spielte elf Jahre lang für die San Diego/Los Angeles Chargers in der National Football League (NFL), für die er seit 2025 erneut spielt, und stand zwischenzeitlich bei den Chicago Bears unter Vertrag.

## College
Allen besuchte von 2010 bis 2012 die University of California, Berkeley und spielte dort zwei Jahre für das Football-Team. Er fing insgesamt 205 Pässe bei 2570 Yards und 25 Touchdowns.

## NFL

### San Diego Chargers

#### 2013
Allen wurde von den San Diego Chargers im NFL Draft in der 3. Runde als 76. Pick insgesamt ausgewählt. Nach durchwachsenem Start beendete er die Saison 2013 als Rookie mit den meisten Passfängen (71) und 1046 Yards. Damit schlug er auch den bisherigen Rookie-Rekord der San Diego Chargers, der bei 1001 Yards lag. Allen wurde viermal zum Pepsi Rookie of the Week gewählt und gewann am Ende der Saison den Titel NFL Pepsi Rookie of the Year.

#### 2014
In der Saison 2014 konnte Allen sein starkes Rookie-Jahr bestätigen und beendete die Saison 2014 mit 77 Passfängen bei 783 Yards und 4 Touchdowns. Am 4. Spieltag gegen die Jacksonville Jaguars schaffte er 135 Yards bei 10 Passfängen und hatte statistisch gesehen damit das bis dato beste Spiel seiner NFL-Karriere.

#### 2015
Direkt am ersten Spieltag der Saison 2015 konnte er seinen persönlichen NFL-Rekord brechen und schaffte gegen die Detroit Lions 166 Yards bei 15 Passfängen.
Aufgrund einer Nierenverletzung musste Allen die Saison 2015 am 3. November vorzeitig beenden. Zum Zeitpunkt seiner Verletzung war er der Spieler mit den meisten Passfängen der Saison in der American Football Conference (AFC).

#### 2016
Vor der Saison 2016 unterschrieb Allen einen neuen Vierjahresvertrag um 44 Millionen US-Dollar bei den San Diego Chargers, wobei ihm jährlich 11 Millionen US-Dollar zugesichert sind. Beim Saisonauftakt gegen die Kansas City Chiefs verletzte Allen sich schwer und wurde deswegen von seinem Team auf die Injured Reserve List gesetzt. Er fiel die komplette Saison 2016 aus.

#### 2017
In der Saison 2017 zeigte Allen überragende Leistungen und konnte seine gute Rookie-Saison sogar toppen. Er schaffte 1393 Yards und 6 Touchdowns bei 102 gefangenen Bällen und damit die meisten in der Team-Geschichte. Insbesondere in Third-Down-Situationen bewies er seinen Wert für das Team. Da sorgte er mit 34,5 Receiving Yards pro Spiel für den ligaweiten Bestwert. Erstmals in seiner Karriere wurde er in den Pro Bowl gewählt.

#### 2018
Auch in der Saison 2018 wurden seine Leistungen mit einer Pro-Bowl-Nominierung belohnt. Als erstem Wide Receiver der Chargers seit 2008 gelangen ihm in zwei aufeinander folgenden Spielzeiten mehr als 1000 Receiving Yards (1196 Yards). Dazu kamen sechs Touchdowns bei 97 Passfängen. Seine fünf aufeinander folgenden Spiele mit mindestens einem gefangenen Touchdown in den Wochen 10 bis 14 waren Karriere-Bestwert.

#### 2019
In allen 16 Spielen der Saison 2019 war Allen Starter. Wieder konnte er einen (zu diesem Zeitpunkt) neuen Teamrekord aufstellen mit 104 Receptions für 1199 Yards und sechs Touchdowns. Seine 183 Receiving Yards im Spiel gegen die Houston Texans in Woche 3 waren für ihn ein neuer Karriere-Bestwert. Auch diese Saison endete für ihn mit der Wahl in den Pro Bowl.

#### 2020
Diese Ehre wurde ihm auch in der Saison 2020 zuteil. Trotz zweier verpasster Spiele wegen einer Verletzung und einer SARS-CoV-2-Infektion standen am Saisonende 100 Passfänge für 992 Yards und acht Touchdowns (Einstellung des Karriere-Höchstwertes) zu Buche. Außerdem waren seine bis dahin 624 Karriere-Passfänge die meisten, die ein NFL-Spieler bis dahin in den ersten 100 Karriere-Spielen je erzielen konnte.

#### 2021
2021 brach er mit 106 Passfängen seinen eigenen teaminternen Rekord aus der Saison 2019. Zum fünften Mal in seiner Laufbahn durchbrach er die Marke von mindestens 1000 Yards Raumgewinn durch gefangene Pässe, was in den vergangenen 50 Jahren keinem Spieler der Chargers mehr gelungen war. Zu seinen 1138 Yards kamen sechs Touchdowns; wieder wurde er in den Pro Bowl gewählt.

#### 2022
Eine Verletzung im ersten Saisonspiel der Saison 2022 (24:19-Sieg gegen die Las Vegas Raiders) bescherte Allen eine mehrwöchige Zwangspause. Nach einem Kurzeinsatz in Woche 7 gegen die Seattle Seahawks (23:37) kehrte er erst in Woche 10 endgültig ins Team zurück. Dennoch kam er in den insgesamt 9 bestrittenen Spielen dieser Saison auf 752 Yards bei 66 Receptions sowie vier Touchdowns.

#### 2023
Obwohl Keenan Allen wegen einer Fersenverletzung die letzten 4 Saisonspiele verpasste, konnte er seine Karriere-Bestleistung in erfolgreichen Passfängen ein weiteres Mal übertreffen. Die 108 Catches waren neuer Franchise-Rekord für die LA Chargers. Wieder übertraf er die 1000-Yard-Marke deutlich (1243 Yards); hinzu kamen sieben Touchdowns. Für diese Leistungen wurde er ein sechstes Mal in den Pro Bowl gewählt.

### Chicago Bears

#### 2024
Am 14. März 2024 gaben die Chargers Allen im Austausch gegen einen Viertrundenpick 2024 an die Chicago Bears ab. 2024 lieferte Allen mit 70 Passfängen für 744 Yards und sieben Touchdowns solide Leistungen ab, konnte jedoch an seine herausragende Saison 2023 nicht anschließen.

### Rückkehr zu den Los Angeles Chargers

#### 2025
Im August 2025 kehrte Allen zu den Chargers zurück, um Mike Williams nach dessen Karriereende zu ersetzen. Er unterschrieb einen Einjahresvertrag im Wert von 8,5 Millionen US-Dollar.

## Receiving-Statistik
| Jahr   | Team   | G   | GS  | Rec | Yards  | Avg  | Lng | TD | Fmb | Fmb lst |
| ------ | ------ | --- | --- | --- | ------ | ---- | --- | -- | --- | ------- |
| 2013   | SD     | 15  | 14  | 71  | 1.046  | 14,7 | 43T | 8  | 2   | 2       |
| 2014   | SD     | 14  | 14  | 77  | 783    | 10,2 | 35  | 4  | 2   | 2       |
| 2015   | SD     | 8   | 8   | 67  | 725    | 10,8 | 38  | 4  | 1   | 1       |
| 2016   | SD     | 1   | 1   | 6   | 63     | 10,5 | 15  | 0  | 0   | 0       |
| 2017   | LAC    | 16  | 15  | 102 | 1.393  | 13,7 | 51  | 6  | 1   | 0       |
| 2018   | LAC    | 16  | 14  | 97  | 1196   | 12,3 | 54  | 6  | 3   | 1       |
| 2019   | LAC    | 16  | 16  | 104 | 1.199  | 11,5 | 45  | 6  | 1   | 0       |
| 2020   | LAC    | 14  | 13  | 100 | 992    | 9,9  | 28  | 8  | 3   | 2       |
| 2021   | LAC    | 16  | 16  | 106 | 1.138  | 10,7 | 42  | 6  | 1   | 0       |
| 2022   | LAC    | 13  | 10  | 66  | 752    | 11,4 | 46  | 4  | 1   | 1       |
| 2023   | LAC    | 13  | 13  | 108 | 1.243  | 11,5 | 42  | 7  | 2   | 1       |
| 2024   | CHI    | 15  | 15  | 70  | 744    | 10,6 | 45  | 7  | 1   | 0       |
| Gesamt | Gesamt | 154 | 149 | 974 | 11.274 | 11,6 | 54  | 66 | 17  | 10      |

## Teilnahme beiThe Masked Singer
Von März bis April 2023 nahm Allen als Gargoyle an der neunten Staffel der US-amerikanischen Version von The Masked Singer teil, in der er den fünften Platz erreichte. In der zwölften Staffel präsentierte er mehrere Hinweise zur Identität des Kandidaten Goo (der American-Football-Spieler Kobie Turner).